# Raïon de Lokatchi
Le raïon de Lokatchi (en ukrainien : Локачинський район, Lokatchynskyï raïon ; en russe : Локачинский район, Lokatchinski raïon) est une subdivision administrative de l'oblast de Volhynie, dans l'ouest de l'Ukraine. Son centre administratif est la commune urbaine de Lokatchi.

## Géographie
Le raïon s'étend sur 712 km2 dans le sud-ouest de l'oblast. Il est limité au nord par le raïon de Touriïsk et le raïon de Rojychtche, à l'est par le raïon de Loutsk, au sud par le raïon de Horokhiv et à l'ouest par le raïon d'Ivanytchi et le raïon de Volodymyr-Volynskyï.

## Histoire
Le raïon de Lokatchi a été établi le 17 janvier 1940 par un décret du Présidium du Soviet suprême de l'URSS. En décembre 1962, dans le cadre de la réforme du découpage administratif, le territoire du raïon fut partagé entre les raïons de Volodymyr-Volynskyï et de Horokhiv. Il fut rétabli le 3 janvier 1965.

## Population

### Démographie
Recensements (*) ou estimations de la population :
| 1959*  | 1970*  | 1979*  | 2009   | 2010   | 2011   |
| ------ | ------ | ------ | ------ | ------ | ------ |
| 28 495 | 31 795 | 28 013 | 23 435 | 23 185 | 23 026 |

### Villes
Le raïon a un caractère fortement rural ; il ne compte aucune ville, une seule commune urbaine (Lokatchi) et 53 villages.